# الليبرالية الجديدة (كولومبيا)
الليبرالية الجديدة (بالإسبانية: Nuevo Liberalismo)‏ كان حزبًا سياسيًا في كولومبيا أسسه لويس كارلوس غالان في عام 1979 كقوة منشقة عن الحزب الليبرالي الكولومبي.
خسر غالان الانتخابات ضد كل من المحافظين والحزب الليبرالي السائد، في عام 1982. عاد هو وحركته رسميًا إلى الحزب الليبرالي في عام 1987، لكن العديد من الأعضاء ما زالوا يعتبرون أنفسهم جزءًا من كيان متميز إلى حد ما. بالعودة إلى الحظيرة الليبرالية، ظهر لويس كارلوس غالان كمرشح رئيسي في استطلاعات الرأي وكان يأمل في أن يكون قادرًا على الفوز في الانتخابات الرئاسية المقبلة التي ستعقد في عام 1990.

## إغتيال غالان
بعد اغتيال غالان في عام 1989، تم حل أي بقايا من الحزب بحلول التسعينيات. في الوقت الحاضر هو حزب سياسي صغير بعد إعادة تأسيسه. في الانتخابات التشريعية في 10 مارس 2002، فاز الحزب كواحد من العديد من الأحزاب الصغيرة بالتمثيل البرلماني.